# Jasność obiektywu
Jasność obiektywu – miara ilości światła przepuszczanego przez obiektyw do wnętrza aparatu fotograficznego. Jej wielkość obliczana jest jako kwadrat stosunku średnicy otworu obiektywu do jego ogniskowej, jest więc kwadratem wielkości otworu względnego obiektywu:
{\displaystyle B=O^{2}=\left({\frac {d}{f}}\right)^{2}}
gdzie:
{\displaystyle O} – otwór względny obiektywu,
{\displaystyle d} – średnica otworu przysłony,
{\displaystyle f} – ogniskowa.
W uproszczeniu, miarą jasności obiektywu jest jego minimalna liczba przysłony.
W astronomii synonimem jasności obiektywu jest światłosiła (np. teleskopu).